# Канада на Летњим олимпијским играма 1988.
Канада је учествовала на Летњим олимпијским играма, одржаним 1988. године у Сеулу, Јужна Кореја, по деветнаести пут у својој историји. На овим играма канадски спортисти су освојили укупно десет медаље (три златне, две сребрне и пет бронзаних медаља). Канада је на овим играма имала екипу која је бројала 328 чланова (223 спортиста и 105 спортисткиња) који су узели учешће у укупно 193 спортске дисциплине од 23 спортова у којима су се такмичили.
За канађане ове игре ће бити највише упамћене по спринтеру Бену Џонсону, који је у трци на 100m првобитно освојио златну медаљу и оборио постијећи светски рекорд, али је после допинг теста доказано да је користио стероиде и титуле олимпијског шампиона и светског рекордера заједно са златном олимпијском медаљом су му одузете. Најуспешнији канадски спортиста је била Керолин Валдо, која је у синхроном пливању освојила две златне медаље.
На овим играма се за Канаду такмичио будући светски првак у боксу Ленокс Луис. Канада је у боксу на овим игтрама успела да освоји чак три медаље. Ленокс Луис је освојио златну, Егертон Маркус сребрну и Реј Доуни бронзану медаљу. Пливачка штафета је такође била успешна, на челу са Виктором Дејвисом је освојила сребро, док је женска пливачка штафета стигла до бронзе.

### Освојене медаље на ЛОИ
| Освојене медаље канадских спортиста на ЛОИ 1988. |                                 |       |        |        |        |
| Спортиста                                        | Спорт                           | Злато | Сребро | Бронза | Укупно |
| Ленокс Луис                                      | Бокс — тешка, мушки             | 1     | 0      | 0      | 1      |
| Керолин Валдо                                    | Синхроно пливање, жене          | 1     | 0      | 0      | 1      |
| Синхроно пливање — парови                        | Синхроно пливање — парови, жене | 1     | 0      | 0      | 1      |
| Егертон Маркус                                   | Бокс — средња, мушки            | 0     | 1      | 0      | 1      |
| Пливање, штафета                                 | Штафета — 4х100 m, мушки         | 0     | 1      | 0      | 1      |
| Рејмонд Дауни                                    | Бокс — средње лака, мушки       | 0     | 0      | 1      | 1      |
| Пливање, штафета                                 | Мешовито — 4х100 m, жене         | 0     | 0      | 1      | 1      |
| Једрење                                          | Летећи холанђанин, мушки        | 0     | 0      | 1      | 1      |
| Дејв Стин                                        | Атлетика — десетобој, мушки     | 0     | 0      | 1      | 1      |
| Јахање, екипно                                   | Дресура, жене                   | 0     | 0      | 1      | 1      |
| Укупно                                           | 7                               | 3     | 2      | 5      | 10     |